# 碁石ヶ峰
碁石ヶ峰（ごいしがみね）は、石川県羽咋市と同県鹿島郡中能登町と富山県氷見市にまたがる山。標高は461.1m。宝達丘陵の一部。石川県側に鹿島青少年自然の家があり、夏場は小中学生が多い。独立峰で山頂の眺めが良い。
石川県において碁石ケ峰県立自然公園、富山県登山連盟において富山の百山の一つに指名されている。

## 概要
宝達丘陵の独立峰であり、山頂からは360度周りを一望出来る。よく晴れた日には北アルプス立山連峰なども見える。
山頂で、羽咋市、中能登町、氷見市の境界線が交わる。
石川県側は鹿島青少年自然の家や、原山大池、オリエンテーリングコースなどレジャー施設が多く、夏場は主に小中学生や家族連れの人で賑わう。山麓にある原山大池（大池）は周囲777メートルで、キャンプ、ボート、釣りなどが楽しめる。
山には地元で「あいの風」と呼ばれる強風が吹くことで知られる。山頂近くには石川県碁石ヶ峰風力発電所があった（2017年3月31日廃止）。

## 登山
石川県道・富山県道304号鹿西氷見線から分岐する道路などで、ほぼ山頂の直前の位置まで車で行くことが出来る。